# Jan Dirk van der Burg

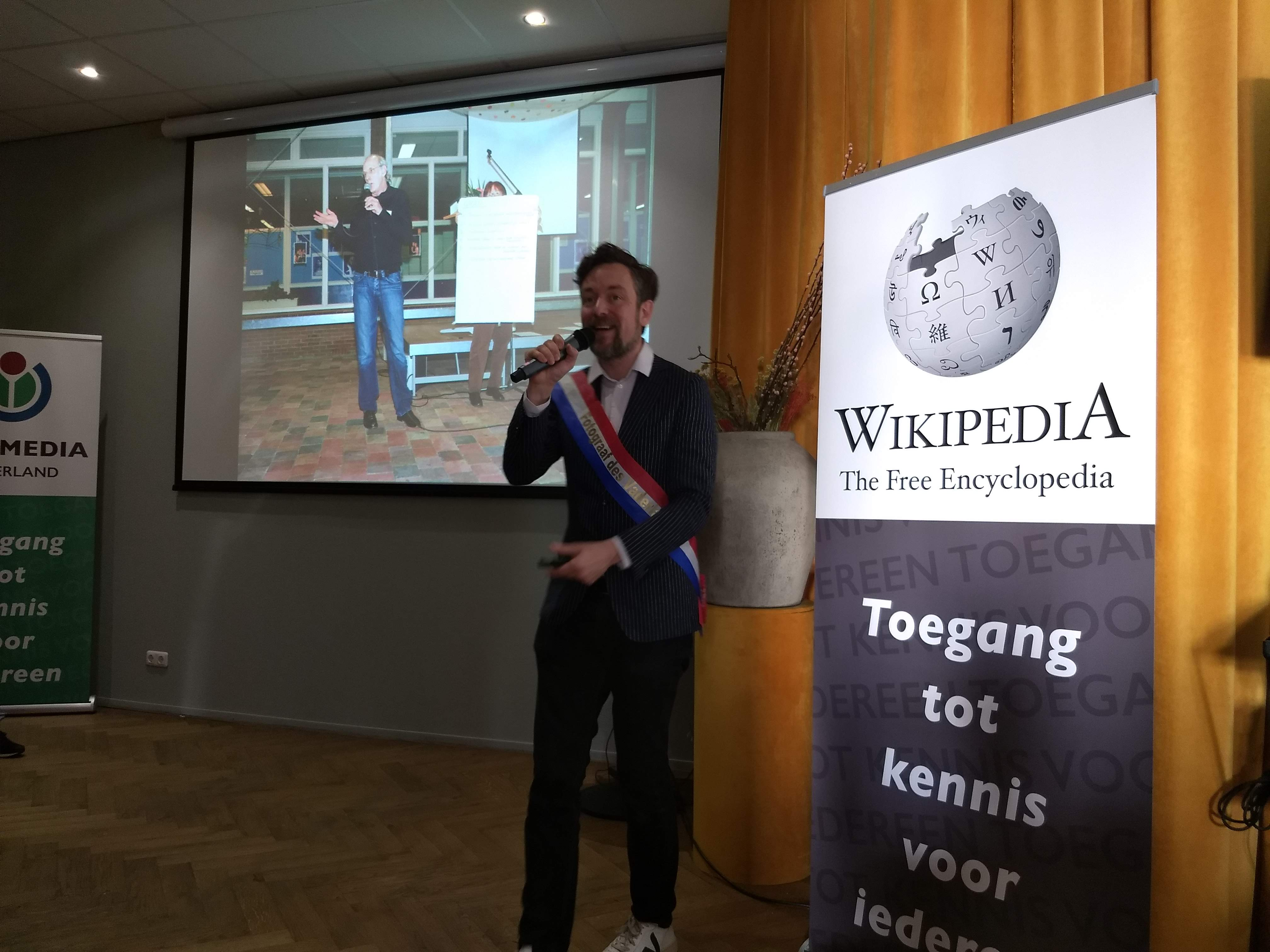
Jan Dirk van der Burg houdt een toespraak tijdens WikiConNL 2019

Jan Dirk van der Burg (Voorburg, 3 april 1978) is een Nederlands fotograaf. In 2018 werd hij verkozen tot Fotograaf des Vaderlands.
Van der Burg ging naar de School voor de Journalistiek waar hij de richting fotografie koos. Hij deed een vervolgopleiding aan de kunstacademie; hij is in 2004 afgestudeerd met een serie over kantoorcultuur.
Hij is bekend door zijn documentaire fotografie, onder andere door het fotoboek Olifantenpaadjes (2011), en door het categoriseren van foto's die hij op social media vindt. Hij ordent deze rond bijzondere thema's als ‘wethouders van middelgrote gemeenten met stekelhaar’. Ook publiceerde hij tien Tweetbundels, 'ongevraagde autobiografische bloemlezingen' van opvallende Twitteraccounts (2015).
In 2018 werd Van der Burg verkozen tot de vijfde Fotograaf des Vaderlands. Datzelfde jaar presenteerde hij op theaterfestival de Parade een fotocomedyshow rond zijn werk. Hij heeft een wekelijkse beeldcolumn in Volkskrant Magazine met de titel Heerlijk Genieten.
In 2019 maakte hij samen met Marcel van Roosmalen en Roelof de Vries de theatervoorstelling Dit is Nederland, daarin bekritiseerden ze de verschillende plaatsen waar de voorstelling plaatsvond. In 2020 publiceerde hij samen met Marcel van Roosmalen het fotoboek Nederland onder het systeemplafond.

## Publicaties (selectie)
- Waar wil je me hebben?, 2025, ISBN 978-90-817607-5-1
- Typisch Nederland, 2022, ISBN 978-94-6208-666-1
- Nederland onder het systeemplafond (samen met Marcel van Roosmalen), 2020, ISBN 978-90-450-4135-3
- Cutting edges: excesses of Dutch prosperity, 2016
- Tweetbundels, 2015
- Calvin Klein: the dyslexic collection, 2015, ISBN 978-90-81760-72-0
- After Mandela: a Dutch tribute, 2013, ISBN 978-94-6083071-6
- Censorship daily: Netherlands-Iran, 2012, ISBN 978-90-817607-1-3
- Olifantenpaadjes = Desire lines, 2011, ISBN 978-90-817607-0-6
- Kop der veur!: verhalen uit het Groningse politieke landschap, 2010, ISBN 978-90-9025745-7

## Trivia
- In 2024 deed Van der Burg mee aan de televisiequiz De slimste mens; hij werd tweede.